# Radio Wrocław

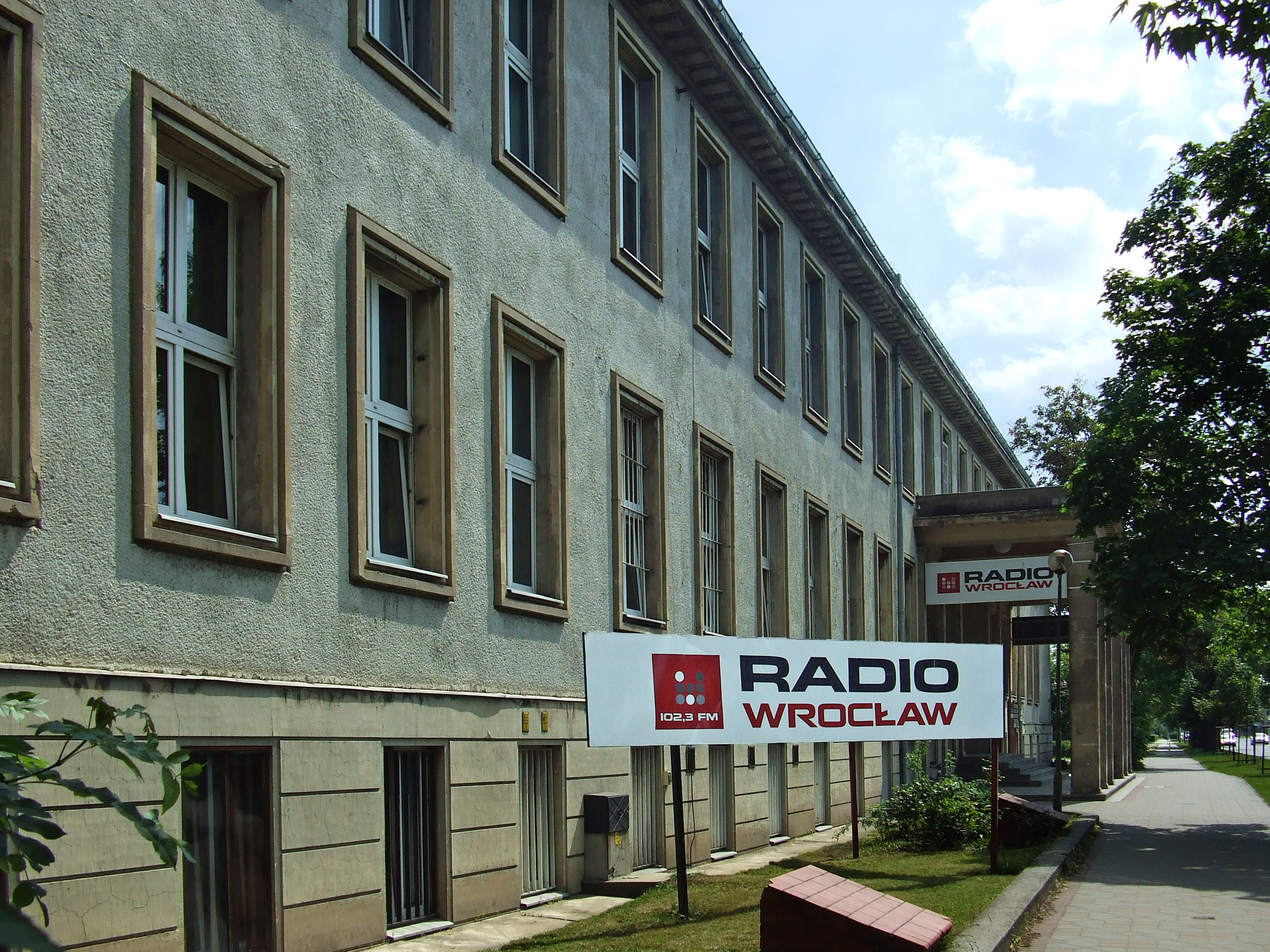
Budynek Radia Wrocław przy Alei Karkonoskiej 10 we Wrocławiu

Radio Wrocław (wcześniej Polskie Radio Wrocław) – samodzielna rozgłośnia publicznego Polskiego Radia realizujących odrębne programy regionalne nadawane na teren poszczególnych województw, zrzeszonych w Audytorium 17. Uczestniczy w projekcie „Szkoła w Mieście”.
Emituje swój program całodobowo na obszar całego województwa dolnośląskiego, docierając także do województw ościennych oraz na tereny przygraniczne Czech i Niemiec. Posiada lokalne oddziały w Legnicy, Wałbrzychu i Jeleniej Górze Swój pierwszy program, inaugurujący działalność stacja nadała 29 września 1946 roku z kamienicy przy Rynku 15 we Wrocławiu.
29 grudnia 2023 roku, Minister Kultury i Dziedzictwa Narodowego Bartłomiej Sienkiewicz, podjął decyzję o postawieniu w stan likwidacji spółki Polskie Radio Rozgłośnia Regionalna we Wrocławiu "RADIO WROCŁAW" S.A. wraz z 16 innymi rozgłośniami regionalnymi Polskiego Radia.
Radio Wrocław emituje następujące programy:
1. Radio Wrocław . Największa antena nadawcy obejmująca zasięgiem technicznym województwo dolnośląskie i fragmenty województw sąsiednich. Na całodobowy program składają się: serwisy informacyjne, serwisy drogowe, publicystyka, reportaże, a także autorskie pasma muzyczne emitowane wieczorem. Format muzyczny dziennej playlisty to Adult Contemporary
2. Radio RAM. Antena miejska, obejmująca zasięgiem technicznym Wrocław i b. województwo wrocławskie. Na całodobowy program składają się: serwisy informacyjne, serwisy drogowe, publicystyka, a także wieczorne muzyczne pasma autorskie. Format muzyczny rozgłośni to miks utworów z gatunków smooth jazz, funk, soul, world music, indie pop, lounge, latino, muzyka alternatywna i klubowa. Do 6 grudnia 2000 stacja działała pod nazwą Program Miejski Radia Wrocław[2].
3. Radio Wrocław Kultura. Antena poświęcona tematyce kulturalnej i muzyce alternatywnej. Program emitowany jest naziemnie w cyfrowym systemie DAB+ a także poprzez internet.

Studia wszystkich anten mieszczą się we Wrocławiu na Alei Karkonoskiej 10.
Na stronie internetowej nadawcy istnieje archiwum udostępniające do odsłuchania archiwalne audycje rozgłośni od czasów jej powstania.

## Radio Wrocław - odbiór analogowy
Stacja nadaje w klasycznej technologii radiofonii FM na następujących częstotliwościach:
- 89,00 MHz – Bogatynia/Góra Wysoka
- 95,50 MHz – Wałbrzych/Góra Chełmiec
- 96,00 MHz – Kłodzko/Czarna Góra
- 96,70 MHz – Jelenia Góra/Śnieżne Kotły
- 98,00 MHz – Kudowa-Zdrój/Góra Parkowa
- 102,30 MHz – Wrocław/Góra Ślęża
- 103,60 MHz – Lubań/Nowa Karczma

## Radio Wrocław - odbiór cyfrowy
Od 1 sierpnia 2014 roku rozgłośni można słuchać na radioodbiornikach naziemnej radiofonii cyfrowej DAB+. Aktualnie stacja dostępna jest z multipleksu Polskiego Radia wraz z Radiem Wrocław Kultura na częstotliwości 176.64 MHz (kanał 5B) z następujących lokalizacji:
- Wrocław/RTON Żórawina
- Legnica/SLR Legnica, ul. Piastowska
- Polkowice/SLR Polkowice, ul. Leśna

## Radio Wrocław Kultura
Stacja nadaje cyfrowo w technologii DAB+ i jest dostępna w multipleksie Polskiego Radia na częstotliwości 176.64 MHz (kanał 5B).

## Słuchalność
Według badania Radio Track (wykonane przez Millward Brown SMG/KRC) za okres grudzień-maj 2021/2022, wskaźnik udziału w rynku słuchalności Polskiego Radia Wrocław wyniósł 4,0 proc., co dało tej stacji 9. pozycję we wrocławskim rynku radiowym.

## Radio RAM
Analogowo
- 89,8 MHz – Wrocław/RTON Żórawina

Cyfrowo
Stacja nadaje w technologii DAB+ i jest dostępna w multipleksie MUX DABCAST na częstotliwości 209.936 MHz (kanał 10A)

## Wszystkie programy - multipleks eksperymentalny DAB+
Poza wymienionymi wyżej sposobami odbioru - wszystkie programy Radia Wrocław można odbierać także na eksperymentalnym multipleksie DAB+ LokalDAB na częstotliwości 216.928 MHz (kanał 11A) na terenie Wrocławia.